# Kowloon Bridge
MV Kowloon Bridge fue un buque mercante combinado de transporte de mineral, graneles y petróleo de la clase Bridge construido por Swan Hunter en 1973. Se hundió frente a las costas de la República de Irlanda en diciembre de 1986. Anteriormente había adoptado los nombres de English Bridge (1973–1977), Worcestershire (1977–1979), Sunshine (1979–1980), Murcurio (1980–1983), y Crystal Transporter (1983–1984).

## Hundimiento
El 20 de noviembre de 1986, el buque ancló en la bahía de Bantry (Irlanda) tras sufrir una grieta en la cubierta de uno de sus armazones durante su travesía del Atlántico. Se vio obligado a abandonar el puerto tras perder el ancla y dañar el mecanismo de gobierno para evitar colisionar con un petrolero también anclado en la bahía de Bantry. Los helicópteros de la Real Fuerza Aérea rescataron a la tripulación y el Kowloon Bridge quedó abandonado con el motor en marcha atrás, alejándose de la costa irlandesa. Un remolcador que intentó llegar hasta él tuvo que abandonar el intento de salvamento después de que también sufriera daños por la tormenta. El viento le hizo dar la vuelta y se dirigió de nuevo hacia la costa, casi entrando en la bahía de Baltimore cuando su hélice golpeó las rocas, parando el motor. 
En cuestión de horas, el Kowloon Bridge se desplazó hacia el este y encalló en un arrecife sumergido cerca de las rocas The Stags frente a West Cork en la República de Irlanda. El derrame de combustible resultante se extendió por la costa irlandesa, causando grandes daños a la fauna local y pérdidas económicas a la flota pesquera local. En la primavera de 1987, el Kowloon Bridge se rompió en tres secciones y se hundió.